# Glauco Natòli
Pour les articles homonymes, voir Natoli.
Glauco Natòli, né le 15 février 1908 à Teramo, et mort le 26 novembre 1965 à Florence, est un critique littéraire et poète italien.

## Biographie
Glauco Natòli est né en 1908 à Teramo, il fut l'élève de Pietro Paolo Trompeo (it) et à partir de 1952, il a enseigné la langue et la littérature française à l'Université de Florence. Il a publié Risveglio ed altri versi (1934) et Poesia (1939), mais il est surtout connu pour les essais de littérature française, comme Stendhal (1936), Scrittori francesi (1950) et Proust e altri saggi, publié à titre posthume en 1968.